# (9357) Venezuela
(9357) Venezuela – planetoida z pasa głównego asteroid okrążająca Słońce w ciągu 4 lat i 346 dni w średniej odległości 2,9 j.a. Odkrył ją Orlando Naranjo 11 stycznia 1992 roku w Observatorio Astronómico Nacional de Llano del Hato w pobliżu miasta Mérida. Nazwa pochodzi od Wenezueli – ojczyzny odkrywcy planetoidy. Przed jej nadaniem planetoida nosiła oznaczenie tymczasowe (9357) 1992 AT3.